# 狂蟒之灾3
《狂蟒之灾3》（英語：Anaconda 3: Offspring）是2008年7月26日在美国上映的恐怖片和惊悚片。

## 剧情
欧洲的科学家一直对蟒蛇有着浓厚的兴趣，他们钻研蟒蛇已经很长一段时间了，虽然科学家的动机是为了科学实验，但是他们背后的投资商和赞助商却并不这样认为，他们想把蟒蛇当做摇钱树，猎取巨大的经济效益。一日，赞助商在观察科学家研究蟒蛇的时候，不小心把两条蟒蛇释放了，蟒蛇顺利的逃出了实验室，流窜到大森林里，由于距离城市比较近，蟒蛇有可能会跑到城市去，那样会造成巨大的损失和人员伤亡，而商人则会被行政调查和判罪入狱，为了避免这种情况的出现，赞助商不得已请来了勇敢的抓蛇猎人，而抓蛇猎人和蟒蛇则会上演一场生死之战。

## 演员
| 演員             | 角色            |
| ---------------- | --------------- |
| 大卫·哈塞尔霍夫  | 马科斯·哈梅特   |
| 克莉丝朵·艾伦    | 阿曼达·海斯博士 |
| 约翰·里斯·戴维斯 | 默多克          |
| 帕特里克·雷吉斯  | 尼克            |
| 雷恩·麦古斯基    | 平库斯          |
| 安东尼·格林      | 格罗兹尼队长    |
| 爱林·奥伦图      | 安德烈          |
| 托马·丹妮莉亚    | 维克多          |

## 出版发行
2008年10月21日，《狂蟒之灾3》由索尼家庭影业负责出版发行DVD。在日本的发行会上，日本女演员辰巳奈都子与蛇共舞。